# Metropole Cafe
Das Metropole Cafe war ein New Yorker Jazzclub der 1950er- und frühen 60er-Jahre. Er befand sich 725 7th Avenue, Ecke West 48th Street, und war ein Veranstaltungsort meist für traditionellen Jazz und Swing.

## Geschichte
Das Metropole Cafe war bereits in den 1940er-Jahren eine Veranstaltungsstätte in Manhattan; 1944 trat dort u. a. die Sängerin Blanche Davenport auf. Ab Mitte der 1950er-Jahre wurde er zu einem bekannten Jazzclub, der bis 1965 bestand. Die Hausband wurde ab 1954 von Red Allen geleitet. Im Metropole Cafe traten u. a. Jazzmusiker wie Roy Eldridge, Coleman Hawkins, Cozy Cole, Charlie Shavers, Zutty Singleton, Claude Hopkins, J. C. Higginbotham, Tony Scott, Max Kaminsky, Dick Wellstood und Buster Bailey auf. Der nahe dem Broadway gelegene Club hatte eine lange Bar in der Nähe der Frontseite und die Musiker spielten auf einem Podest innerhalb der Bar.
Im Metropole Cafe „traten an einem Tag sechs verschiedene Jazzbands auf, zwei am Nachmittag, zwei Nachts im Erdgeschoss und weitere zwei im ersten Stock, was der Modern Jazz Room genannte wurde,“ erinnerte sich Mike Longo, der dort um 1960 mit einer Tourneeband namens Salt City Six ein Engagement hatte und 1960–62 Hauspianist war.
Das letzte Konzert vor der Schließung des Clubs im Juni 1965 absolvierten Gene Krupa und Mongo Santamaría. Im Metropole Cafe entstanden Konzertmitschnitte u. a. von Red Allen mit Cozy Cole und Charlie Shavers, sowie von Lionel Hampton, Gene Krupa und Sol Yaged.
Die Fassade des Clubs mit der großen Neonbeleuchtung wurde häufig fotografiert (u. a. von Sepp Werkmeister) und ist auch in der Filmkomödie Ein seltsames Paar (1968) mit Jack Lemmon und Walter Matthau zu sehen. Der Club ist nicht mit Bar und Café des Hotel Metropole (Broadway, Ecke West 42nd Street) zu verwechseln, das dort in der ersten Hälfte des 20. Jahrhunderts stand.